# The Blue Van
The Blue Van er et dansk rockband, som består af Steffen Westmark (vokal og guitar), Søren Christensen (guitar, keyboard og kor), Allan Fjeldgaard Villadsen (bas) og Per Mølgaard Jørgensen (trommer og kor).

## Historie

### De tidlige år
Bandet blev dannet i Hallund uden for Brønderslev i musikskolen, hvor de dengang 13-årige bandmedlemmer spillede bluesrock. De øvede i kælderen hos en af medlemmernes bedstemor, som havde dårlig hørelse og tog navnet The Blue Van efter den blåmalede vogn, som tidligere blev sendt ud for at hente de patienter som skulle indlægges på Sct. Hans Hospital.
De begyndte at komponere egne numre, og kvartetten udviklede sig til et rock'n'roll-orkester med inspiration fra bl.a. The Beatles, The Rolling Stones, The Who og Cream. I 2001 flyttede bandet til København, hvor de indspillede deres selvfinansierede EP A Session with The Blue Van. Arrangementerne var inspireret af 60'ernes karakteristiske guitar- og orgellyd og var stilskabende for bandets lyd sidenhen. The Blue Van fik en booker der skaffede dem koncerter på SPOT Festival og Roskilde Festival, bl.a. på grund af den retrorock-bølge som var startet op i disse år, som blandt andet også inkluderede The Hives, Jet, The Strokes og Jack Whites projekter. 
I 2003 indgår de i samarbejde med Iceberg Publishing & Management, der sender bandet til Hamborg hvor de samme år indspillede deres debut-album.

### DebutalbummetThe Art of Rolling (2004-2005)
I 2004 skrev bandet kontrakt med det TVT Records, og samme sommer bosatte bandet sig i New York. De spiller ca. 50 koncerter i og udenfor New York i løbet af efteråret og i starten af 2005 blev debutalbummet The Art of Rolling udgivet i det meste af verden. Udgivelsen blev fulgt op af turneer i bl.a. USA og Canada, herunder som opvarmning for Hot Hot Heat over ca. 20 koncerter, og i Europa på næsten samtlige større festivaler. Året blev rundet af med en succesfuld turné i Japan.

### Dear Independence (2006)
Første halvdel af 2006 gik med at komponere og indspille bandets andet album Dear Independence i samarbejde med produceren Henry Hirsch. Den første single fra albummet var soul-nummeret "Don't Leave Me Blue". Det bliver fulgt op med en intensiv turné som opvarmning for Electric Six over det meste af USA; 42 koncerter på 2 måneder. Derefter følger endnu en tur til Japan og året sluttes af med fem koncerter som support for australske Jet.

### Man Up (2008)
Albummet Man Up kom på gaden i slutningen af oktober 2008, hvorfra singlerne "Silly Boy", "Man Up" og "There Goes My Love" blev udgivet. Samtidig begyndte flere firmaer og filmselskaber at benytte bandets sange i deres produktioner. "Silly Boy" blev brugt af Samsung, "There Goes My Love" af Apple til den første reklame for firmaets tablet iPad og "Man Up" blev anvendt i TV-serierne Beverly Hills 90210 og CSI: NY.
I 2009 var bandet nomineret til P3 Guld i kategorien "P3 Eksperimentet", og spillede desuden live til selve prisuddelingen. Senere samme år blev sangen "Independence" fra Dear Independence-albummet titelsang til TV-serien Royal Pains fra USA Network. I Danmark blev serien vist på TV3, og bandet har modtaget to BMI Awards for deres bidrag til serien.

### Love Shot (2009-10)
I slutningen af 2009 påbegyndtes optagelserne til det fjerde album i Feedback Studierne i Århus i samarbejde med producerne Mark Wills og Dan Hougesen. Optagelserne blev afbrudt en uge, da bandet modtog en invitation fra den danske stat, i forbindelse med et statsbesøg i Vietnam, hvor bandet efterfølgende spillede 3 koncerter og boede på hoteller med den kongelige familie. Albummet blev døbt Love Shot og første single derfra var titelnummeret, der blev bandets anden "Ugens Uundgåelige" på P3, efterfulgt af stor turné-aktivitet i Danmark og de tysktalende lande. 

### Would You Change Your Life? (2012)
Det femte studiealbum Would You Change Your Life? udkom i september 2012 og blev indspillet i STC Studios, København. Albummet blev produceret af Joshua, som tidligere havde produceret bl.a. Kent, Kashmir, D-A-D og Carpark North. Optagelserne foregik i løbet af foråret og udover den nye producer engagerede bandet også 2 korsangeringer, Kristina Romby (Death Valley Sleepers) og Sidsel Søholm, der medvirker på flere numre og bl.a. har en fremtrædende rolle på titelmelodien "Would You Change Your Life?". Endvidere medvirker Kim Menzer, mest kendt fra Burnin' Red Ivanhoe, på tværfløjte på nummeret "Gospel Of Dust". Pladen blev godt modtaget af anmelderne.

## Diskografi
- A Session with The Blue Van, EP (2002)
- Beatsellers, EP  (2004)
- The Art of Rolling (2005)
- Dear Independence (2006)
- Man Up (2008)
- Love Shot (2010)
- Would You Change Your Life? (2012)
- "Letters" (2015)